# Abisara clara
Abisara clara är en fjärilsart som beskrevs av Bennett 1950. Abisara clara ingår i släktet Abisara och familjen Riodinidae. Inga underarter finns listade i Catalogue of Life.